# Nils-Eric Ringbom

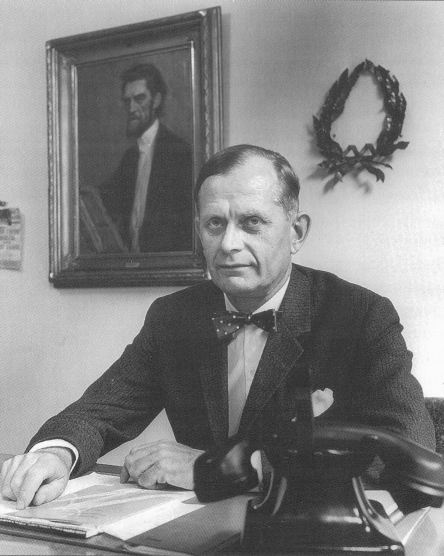
Nils-Eric Ringbom.

Nils-Eric Ringbom, född 27 december 1907 i Åbo, död 13 februari 1988 i Helsingfors, var en finländsk kompositör, musikolog och förvaltare. Han var bror till Lars Ivar och Anders Ringbom samt far till Mårten Ringbom.
Ringbom var 1927–1928 och 1930–1932 violinist i Åbo stadsorkester, 1938–1942 som bibliotekarie vid Helsingfors stadsorkester och dess intendent 1943–1970. Han verkade även 1933–1971 som musikkritiker vid Nya Pressen och dess föregångare Svenska Pressen samt blev filosofie doktor 1955. Han komponerade bland annat fem symfonier, kammarmusik och orkestersånger.